# Péter Lékó

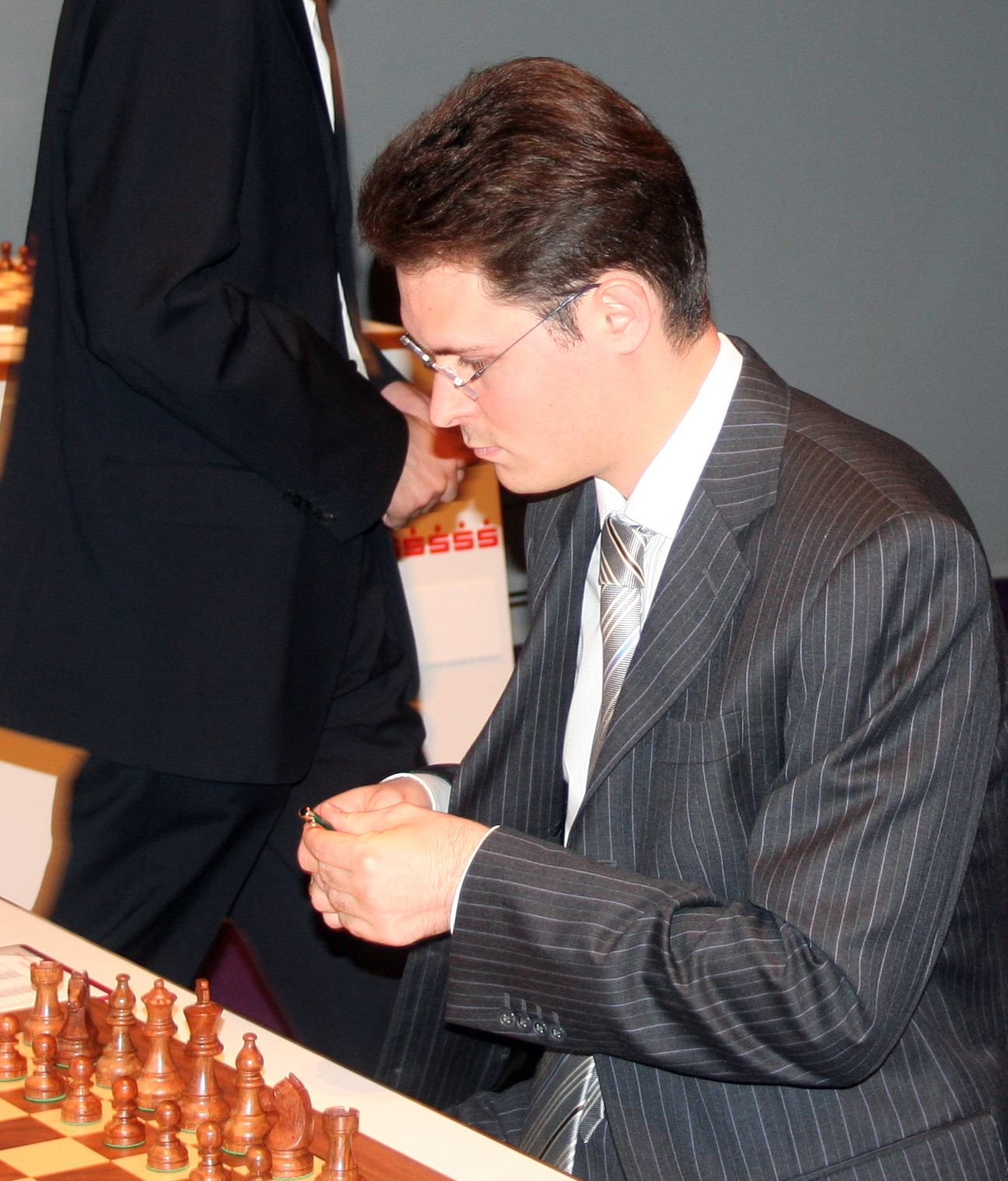
Peter Leko 2006

Péter Lékó (Serbiska: Петер Леко), född 8 september 1979 i Subotica, Jugoslavien, är en ungersk schackspelare och stormästare. Han blev stormästare 1994 när han var 14 år och var då tidernas yngste stormästare. I januari 2010 hade han Elo-rating på 2739, och var rankad som nummer 12 i världen och nummer 1 i Ungern.
Han har som bäst varit rankad fyra i världen (april 2003). Året efter, 2004, fick han också en match om VM-titeln mot dåvarande världsmästaren Vladimir Kramnik. Kampen slutade oavgjord efter 14 partier och Kramnik behöll därmed titeln.